# Eugenio Coselschi
Eugenio Coselschi (Firenze, 7 febbraio 1888 – Firenze, 18 gennaio 1969) è stato un militare, politico e scrittore italiano, fu il promotore dei cosiddetti Caur, l'internazionale fascista che avrebbe dovuto sostenere i movimenti nati fuori dall'Italia nella rivoluzione corporativa del regime fascista.

## Biografia
Avvocato, giornalista e scrittore. Fu amico di Gabriele D'Annunzio, segretario particolare dal settembre 1919 a Fiume durante la Reggenza Italiana del Carnaro, il suo rappresentante in occasione del concordato (una specie di trattato di pace) che venne stipulato il 16 ottobre 1922, sotto gli auspici del poeta, tra il Partito Nazionale Fascista e la Federazione italiana dei lavoratori del mare.

### Impresa fiumana
Da avvocato fiorentino, fu dunque segretario di D'Annunzio quando questi, al comando di alcuni reparti militari e gruppi di volontari, nel settembre 1919 occupò la città di Fiume e istituì una provvisoria “reggenza” in attesa della sua annessione all'Italia.
Con la presa di Fiume che diventa in breve un laboratorio politico ove le idee più diverse confluivano, si amalgamavano, e spesso anche confliggevano, la “politica estera” dannunziana viene normalizzata, sostituendo alla guida dell'Ufficio Relazioni Esteriori il poeta filobolscevico belga-polacco Leone Kochnitzky con il capitano Eugenio Coselschi. Coselschi – con la collaborazione di Giovanni Giuriati – inaugura la stagione dei cosiddetti “intrighi balcanici”, che si sostanziavano in una serie di trattati segreti stipulati tra il governo fiumano e i movimenti nazionalisti (e antijugoslavi) di Montenegro, Croazia, Slovenia, Kosovo, Macedonia e Voivodina.

### Confluenza nel fascismo
Reduce dall´esperienza fiumana, più tardi promosse la crociera «campionaria» con cui la nave Italia portò in America, nel 1924, i prodotti dell´industria italiana e fu nominato da Benito Mussolini quale commissario culturale della spedizione.
Si guadagnò una certa notorietà come autore dell'"Inno al sole" e del "Poema del Soldato Ignoto". Proprietario di una villa in Casentino, dove la sua famiglia da lungo tempo aveva residenza e interessi, personaggio pittoresco più che di reale peso politico, intervenne nella vita politica aretina, collaborò al settimanale fascista “Giovinezza” sin dal 1924, fu membro della commissione propaganda e cultura della Federazione fascista (1926), presidente dell'Istituto provinciale di cultura fascista, direttore del Centro di cultura e propaganda corporativa (1928) e vice presidente della Cattedra Petrarchesca, da lui ideata e fondata con Occhini. Nel 1924 fu eletto primo presidente dell'Associazione nazionale volontari di guerra.

### Deputato
Nelle elezioni plebiscitarie del 1929 fu eletto deputato alla Camera e prese parte soprattutto ai dibattiti di politica estera. Fu tra i quattro deputati fascisti eletti per la provincia aretina.
Riconfermato nella carica di deputato nel 1934, fu consigliere nazionale nella Camera dei Fasci e delle Corporazioni dal 1939, in rappresentanza della Corporazione della previdenza e del credito.

### L'Internazionale fascista
Coselschi cercò altra notorietà come promotore del Centro Editoriale Nuova Europa, che propagandava l'universalismo fascista, e dei Comitati autonomi per l'Universalità di Roma (CAUR). Il nome di Eugenio Coselschi è indissolubilmente legato all stagione dell'«universalismo fascista» fu sostenuta da numerosi gerarchi e intellettuali, e infine appoggiata dal Duce: la costituzione nel 1933 dei Comitati d'azione per l'universalità di Roma, i (Caur), di cui Eugenio Coselschi fu promotore e che ebbero il compito di inquadrare i simpatizzanti stranieri residenti in Italia, ma soprattutto di preparare il terreno all'estero mediante la creazione di una rete di rapporti tra il partito-guida italiano e i suoi epigoni. Numerose furono le sue missioni nei Paesi baltici (Estonia, Lettonia, Lituania), in Finlandia e nei Balcani.
Scoppiata la seconda guerra mondiale fu accolta, nonostante i suoi anni non più verdi, la domanda di ritorno nell'esercito. Dopo l'8 settembre 1943, inizialmente arrestato dai militi della Repubblica Sociale Italiana fu liberato per intercessione di Giovanni Gentile.

### Dopoguerra
Nel dopoguerra, radiato dall'Accademia Petrarca di Lettere, Arti e Scienze per la sua adesione alla RSI, cerca di dimostrare il suo limitato appoggio, di aver seguito, dopo il 25 luglio 1943, il Governo Badoglio, di aver aiutato i partigiani ed essere stato più volte arrestato dalle SS tedesche. Per alcuni anni fu docente presso l'Istituto internazionale per gli Studi Sociali.

## Opere
- Il poema del soldato ignoto, Firenze, Vallecchi 1925
- Saluto ai cultori del Petrarca, in “Studi Petrarcheschi: omaggio di Arezzo al suo poeta nel MCMXXVIII”, Arezzo, Editoriale italiana contemporanea, 1928
- La donna della nuova Italia, Firenze, Tip. Alfani e Venturi, 1929
- La marcia di Ronchi: con alcuni discorsi fondamentali di Gabriele D'Annunzio per l'impresa di Fiume, con la Carta del Carnaro e col nuovo ordinamento dell'esercito liberatore, Firenze, Vallecchi, 1929
- Tre bandiere sul mondo, Firenze, Beltrami, 1938
- Uomini e mondi uniti, Roma, ERS (Tip. La Nuova Grafica), 1960. Bibl.: AMAP, N.S. XXXIX, 1968-69